# メッセージ〜伝説のCMディレクター・杉山登志〜
『SHISEIDO PRESENTS テレビCMの日 スペシャルドラマ メッセージ〜伝説のCMディレクター・杉山登志〜』（しせいどう プレゼンツ テレビシーエムのひ スペシャルドラマ メッセージ でんせつのシーエムディレクター すぎやまとし）は、2006年8月28日（月曜日）21:00 - 22:54に、毎日放送の制作によりTBS系列で放送されたテレビドラマ、特別番組。
毎日放送の開局55周年記念企画として制作された。資生堂の一社提供番組である。
2007年日本民間放送連盟賞 番組部門 テレビドラマ番組 優秀賞を受賞。
※テレビCMの日=1953年8月28日、日本で初めての民間放送によるテレビ局、日本テレビが開局した日に因んで、日本民間放送連盟が2005年からこの日を「テレビCMの日」と制定した。

## 概要
1960年代から1970年代にかけて、日本のテレビコマーシャルの創成期を築いてきたテレビCMディレクター・杉山登志（すぎやま とし）の生涯を綴る。
杉山は、資生堂の「サンオイル」や「のんびり行こうよ」の歌で有名な鈴木ヒロミツが出演したモービル石油など、昭和を代表するテレビCMを数多く製作した。
ドラマは、"CM界のカリスマ"と呼ばれながらも1973年、37歳の若さで自殺した杉山の記録を元にドキュメンタリータッチで描く。
杉山登志役は藤木直人、杉山の弟でCMカメラマンの杉山伝命（すぎやま でんめい）役は青年期を平岡祐太、熟年期を藤竜也が演じた。
杉山の自殺から33年後の2006年夏。CM制作会社に勤務するCMアシスタント・ディレクターの松本佐和（内山理名）が新しいCMを製作するために、一人の男を訪ねた。その男は、杉山伝命（藤竜也）だった。佐和は、杉山が自殺した数年後に生まれた。学生時代に杉山が製作したCMのVTRを見て、杉山の魅力に惹かれ、CM業界の仕事を始めた。

## 出演者
- ナビゲーター - 篠原涼子

### ドラマキャスト
- 杉山登志（CMディレクター） - 藤木直人
- 松本佐和（CMアシスタント・ディレクター） - 内山理名
- 杉山伝命（登志の弟、CMカメラマン） - 平岡祐太（青年期）／藤竜也（熟年期）
- 伊藤真記（受付嬢、登志の結婚相手） - 香里奈
- 丸谷（新聞記者） - 石黒賢（特別出演）
- マスター - 山田幸伸
- 田中（資生堂宣伝部） - 小木茂光
- 松岡 - 江畑浩規（青年期）／平泉成（熟年期）
- 長尾 - 東根作寿英
- 宮崎 - 遠藤雅
- 野沢 - 渡辺航
- 八木 - 上地雄輔
- 加藤 - 新海悟
- 山内 - 網島郷太郎
- 石井（佐和の上司） - 六角慎司
- 佐和の祖母 - 正司照枝

## スタッフ
- 脚本：長谷川健夫、飯田健三郎
- 監督：井坂聡
- プロデューサー：藪内広之
- 制作協力：デスティニー
- 製作著作：毎日放送

## 備考
番組のエンドロールは、番組が「テレビCMの日スペシャルドラマ」ということから、昭和を代表するテレビCMの名場面が音声入りで流された。放映されたテレビCMは次の通り。
- 文明堂のカステラ（カステラ一番、電話は2番）
- 三共「ルル」（クシャミ3回、ルル3錠）
- 桃屋「江戸むらさき」（のり平の国定忠治）
- 丸善石油「丸善ガソリン100ダッシュ」（オー！モーレツ、小川ローザ）
- 富士ゼロックス「企業イメージ」（モーレツからビューティフルへ、加藤和彦）
- 松下電器産業「クイントリックス」（英語でやってごらんよ、坊屋三郎）
- 中外製薬「新グロモント」（ちかれたびー）
- 小学館「小学館の学年別学習雑誌」（ピッカピカの一年生）
- 富士写真フイルム「フジカラー」（それなりに写ります、岸本加世子・樹木希林）
- ミノルタ「X-7」（いまの君はピカピカに光って、宮崎美子）
- 大日本除虫菊「金鳥ゴン」（亭主元気で留守がいい、もたいまさこ・木野花）
- サッポロビール「サッポロ生ビール 黒ラベル」（Love Beer? 卓球編、山﨑努・豊川悦司）

ほか
番組のオープニングでは、日本で初のテレビCM「精工舎の時計」のCMが放送された。